# Brendan McGeever
Brendan McGeever (* 1983) ist ein britischer Soziologe und Hochschullehrer.

## Leben
McGeever wuchs in Portobello, Schottland auf.
Er studierte an der University of Glasgow Soziologie und Politikwissenschaft.
Schon während seines Studiums spezialisierte er sich auf die Themengebiete Rassismus und Ethnizität.
Nach Beendigung des Studiums machte McGeever ein einjähriges Praktikum in Edinburgh auf dem Gebiet Antirassismus.
Im Rahmen dieses Praktikums führte er Seminare an Schulen, Jugendclubs und in der Erwachsenenbildung durch.
Danach bekam McGeever ein Stipendium und konnte für ein Masterstudium nach Glasgow an die Universität zurückkehren.
Nach Abschluss seines Masterstudiums ging McGeever für ein Jahr nach Moskau und danach noch einige Zeit nach Kiew und Schytomyr, Ukraine.
Dort studierte er in den Archiven Materialien zum Antisemitismus während und nach der Oktoberrevolution.
Er verknüpfte diese Forschungen mit Ansichten von Antonio Gramsci.
2015 promovierte McGeever in Glasgow bei Terry Cox und Satnam Virdee mit einer Arbeit zum Thema The Bolshevik confrontation with antisemitism in the Russian Revolution, 1917–1919 (deutsch: Die bolschewistische Konfrontation mit Antisemitismus in der russischen Revolution, 1917–1919).
Seit 2015 arbeitet McGeever an der Birkbeck, University of London.
Er ist dort Dozent für Sozialpsychologie und Psychodynamik.

## Forschungsinteressen und -projekte
McGeevers Forschungsinteressen liegen auf den Gebieten des Antisemitismus, Rassismus und Antirassismus, der russischen Revolution und des Bürgerkrieges, des Bolschewismus, des Marxismus, der Geschichte der Sowjetunion und des gegenwärtigen Russlands.
Dabei ist er speziell interessiert an der Radikalisierung der Klassenpolitik der revolutionären Linken.
Er arbeitet über Soziologie des Antisemitismus und anderer Rassismen und über Ethnizität und Klassen in der Brexit-Krise.
Außerdem beschäftigt er sich mit der Bedeutung des Antisemitismus in der sozialistischen Bewegung des Fin de Siècle in Europa.

## Mitgliedschaften
McGeever ist Mitglied
- der British Sociological Association (BSA)
- der BSA Race and Ethnicity Study Group
- des Critical Theories of Antisemitism Network
- Association for Slavic, East European, and Eurasian Studies
- British Association for Jewish Studies[1]

## Auszeichnungen
2019 wurde McGeever mit dem Ronald Tress Preis der Birkbeck, University of London ausgezeichnet.
Im selben Jahr wurde er von der BBC und dem Arts and Humanities Research Council als New Generation Thinker ausgewählt.

## Veröffentlichungen (Auswahl)
- Antisemitism and the Russian Revolution, Cambridge University Press, 2019, ISBN 978-1107195998
- Red Antisemitism: Anti-Jewish Violence and Revolutionary Politics in Ukraine, 1919, Quest, in Contemporary Jewish History, Journal of Fondazione CDEC, 2019 online als PDF
- The Bolsheviks and Antisemitism in Jacobin, 2017 online
  - deutsch: Die Bolschewiki und Antisemitismus online
- Brendan McGeever, Soziologe, über Antisemitismus in der Roten Armee, »Judenfeindschaft gab es auch ohne Pogrome«, Interview von Olaf Kistenmacher online
- Antisemitism and socialist strategy in Europe 1880–1917 zusammen mit Satnam Virdee, London, Routledge, Taylor and Francis Group, 2017, Serie: Patterns of prejudice, Band 51 teilweise online, download als PDF möglich
- The Easter Rising and the Soviet Union: an untold chapter in Ireland’s great rebellion, opendemocracy, 2016 online